# Trimmer (elettronica)

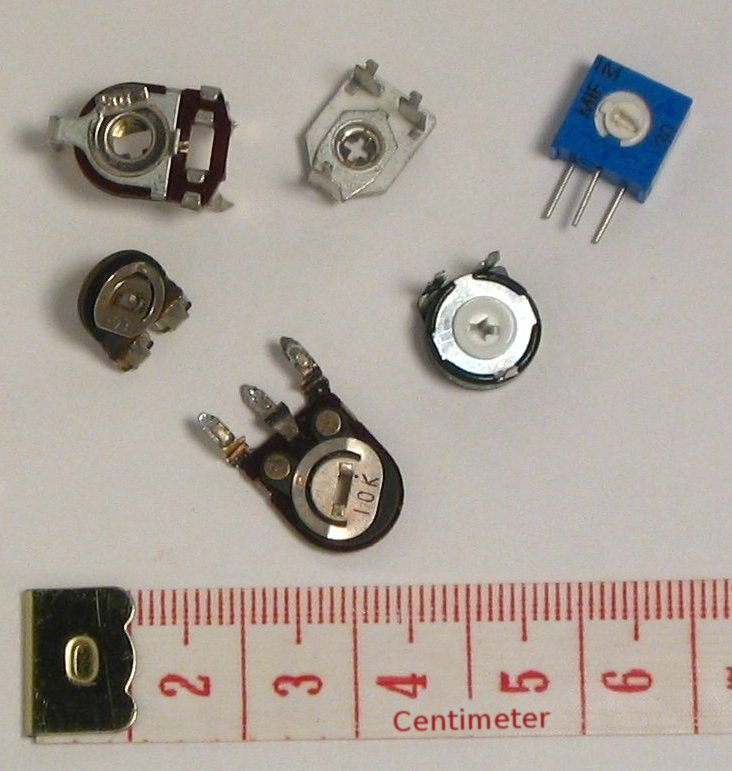
Vari tipi di trimmer resistivi per montaggio su circuito stampato

I trimmer sono dei componenti elettrici realizzati in una maniera tale da permettere la variazione del loro valore di resistenza e capacità.
I maggiormente impiegati allo scopo sono il resistore ed il condensatore.

## Storia

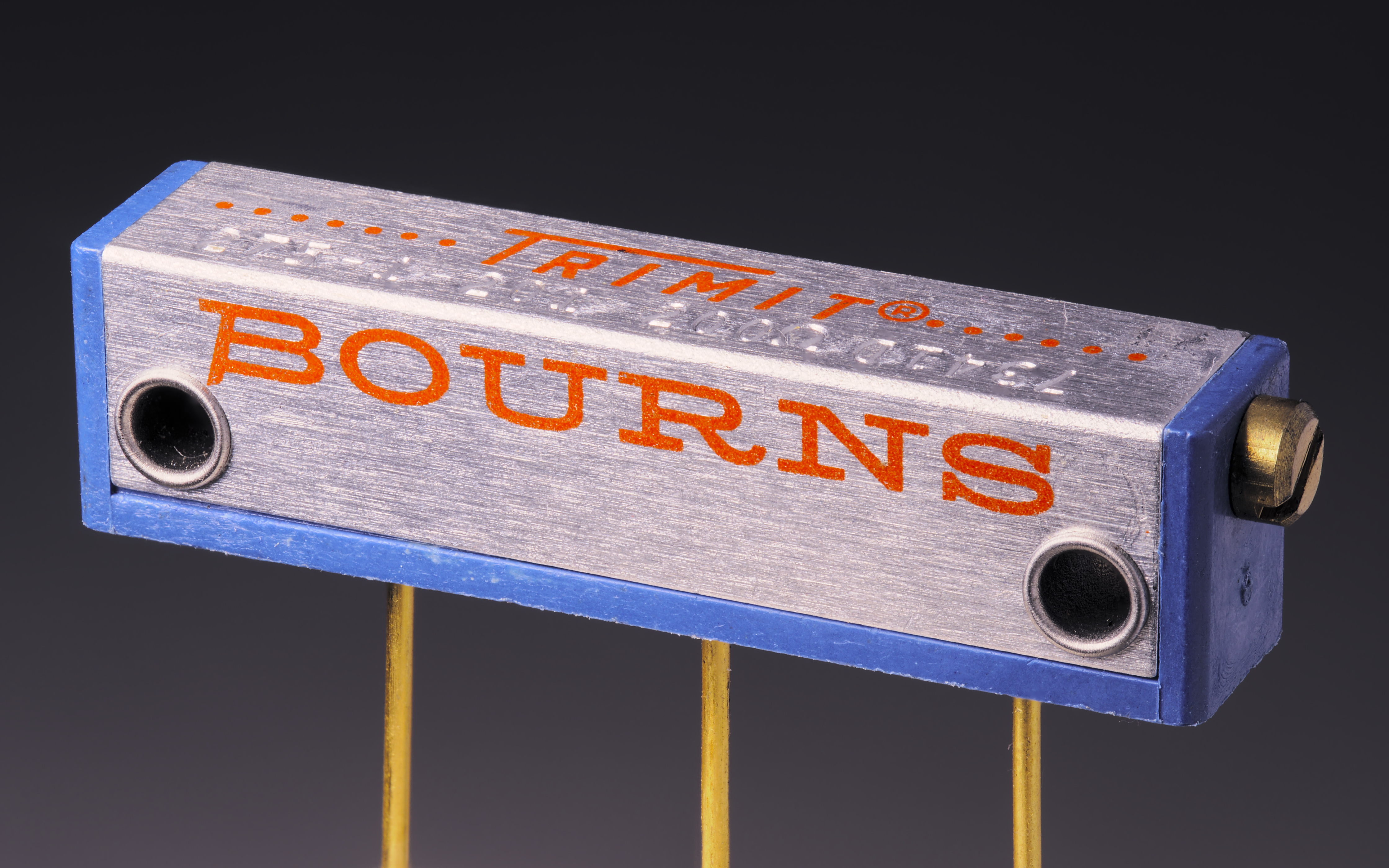
Il "TRIMIT" potenziometro da circuito stampato, una delle prime innovazioni della ditta Bourns

Nel 1952 Marlan Bourns della Bourns Inc. brevettò il primo esempio di potenziometro trimmer a marchio "Trimpot", termine usato ancora adesso nei paesi anglosassoni per antonomasia.

## Utilizzo
Sono impiegati nella fase di taratura dei circuito stesso, vale a dire permettere la regolazione fine dei valori elettrici del circuito, per farli coincidere con le specifiche del progetto. Vengono anche impiegati quando sia prevista la calibrazione periodica del circuito, come avviene in molti strumenti di misura elettronici.

## Tipo

### Trimmer resistivo

Simbolo elettrico del trimmer resistivo

Il Trimmer resistivo è concettualmente simile ad un potenziometro, svolge le stesse funzioni elettriche, si differenzia da questo, per essere più piccolo e strutturalmente meno robusto.
La sua minore robustezza è giustificata dall'uso saltuario cui è destinato, ci sono casi in cui viene azionato una sola volta in fabbrica e poi sigillato.
Le tipologie di costruzione sono due:
- una prevede solo i reofori per permetterne il fissaggio tramite saldatura sul circuito stampato
- la seconda prevede una ghiera filettata per il fissaggio su un pannello

L'elemento resistivo è uguale a quello dei potenziometri, può essere carbone, filo in lega metallica, filo plastico conduttivo, può essere anche multigiri, vi sono versioni ermetiche alla polvere.
I valori resistivi sono equivalenti ai resistori fissi, spaziano da pochi ohm a qualche decina di Megaohm. Essendo strutturalmente più piccolo di un potenziometro, i valori di corrente trattati, dovranno essere minori. L'affidabilità nel tempo rispetto ad un resistore fisso è molto minore, l'alternativa per evitarne l'uso nel circuito in progetto, comporta la selezione della componentistica attiva e l'uso di resistori di precisione (soluzione molto costosa).

### Trimmer capacitivo

Simbolo elettrico del compensatore

Il Trimmer capacitivo è a tutti gli effetti un condensatore variabile e viene chiamato anche compensatore, ha piccole dimensioni e valori bassi di capacità, i quali possono spaziare entro qualche decina di picofarad. 

### Trimmer induttivo

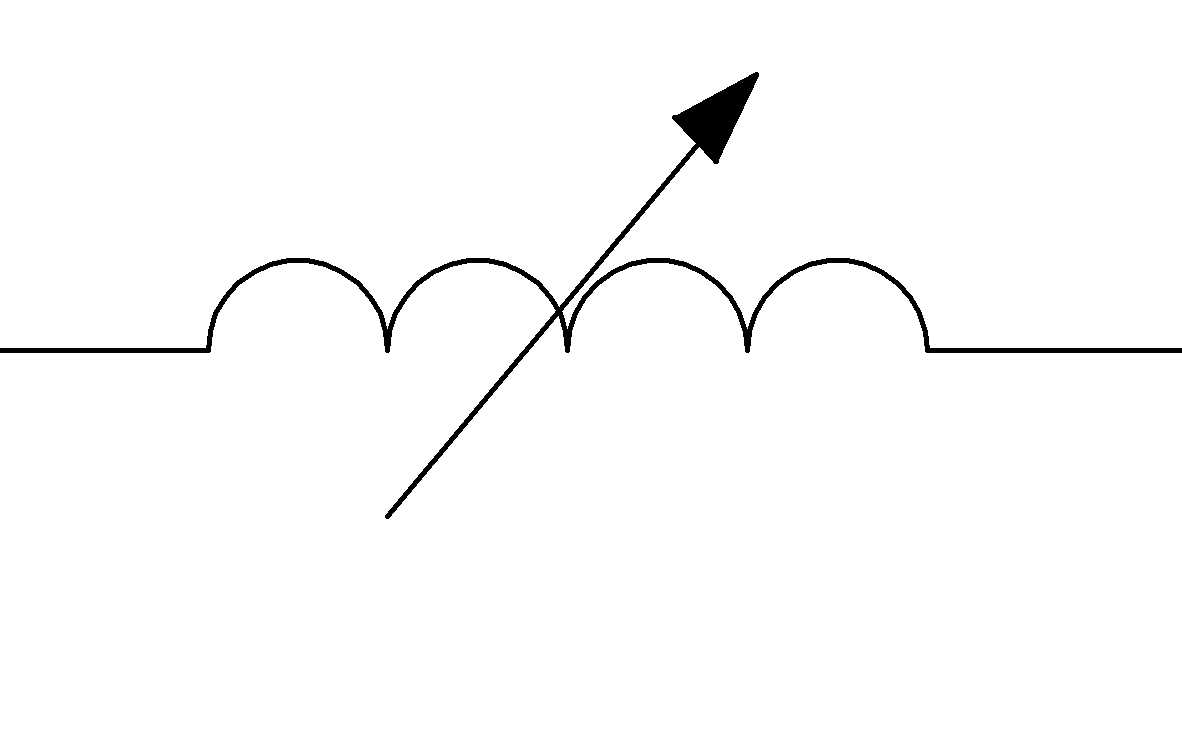
Simbolo elettrico del trimmer induttivo

## Regolazione
La regolazione si effettua con un piccolo giravite.  Nel caso di Trimmer capacitivi, è bene che l'asta del giravite non sia conduttiva perché, viste le piccole capacità normalmente in gioco, il giravite stesso potrebbe causare una forte variazione della capacità che si sta variando, rendendo difficile o impossibile una misura delle grandezze in gioco durante la taratura.